# Studio One (gravadora)
Studio One é uma das gravadoras e estúdio de gravação mais renomados da Jamaica, tendo sido descrito como a Motown da Jamaica. A gravadora estava envolvida com a maioria dos principais movimentos da música na Jamaica nos anos de 1960 e 1970, como o ska, rocksteady, reggae, dub e dancehall.

## Histórico
O Studio One foi fundado por Clement "Coxsone" Dodd  em 1954, e as primeiras gravações foram feitas na rua Brentford Road, em 1963, em Kingston. As suas primeiras gravações foram "Easy Snappin" de Theophilus BeckFord, com a banda Clue J & His Blues Blasters, e "This Man is Back" pelo trombonista Don Drummond. Dodd já tinha publicado faixas em várias outras gravadoras como World Disc, e estava no comando do Sir Coxsone the Downbeat, um dos maiores e mais respeitáveis sistema de som nos guetos de Kingston. No inicio dos anos de 1960, o grupo anfitrião que estava como banda de apoio para os cantores era o lendário Skatalites, o qual membros (incluindo Roland Alphonso, Don Drummond, Tommy McCook, Jackie Mittoo, Lester Sterling e Lloyd Brevett) foram recrutados da cena jazz de Kingston por Dodd. The Skatalites se dividiram em 1965 depois de Drummond ser preso por assassinato, e Dodd formou uma nova banda de estúdio, a Sound Dimension (t.c.c Soul Vendors, t.c.c Soul Brothers). De 1965 até 1968 (das 9:00 até ás 17:00, 5 dias por semana, 12 riddims por dia, ~ 60 riddims por semana) com a lenda Jackie Mittoo como diretor musical, Brian Atkinson (1965-1968) no baixo, Hux Brown na guitarra, Harry Haughton (guitarra), Joe Isaacs na bateria (1966-1968), Denzel Laing na percussão, e nos metais (alguns no começo e outros ao longo dos anos): Roland Alphonso, Dennis 'Ska' Campbell, Bobby Ellis, Lester Sterling, entre outros nos metais durante a era do Rock Steady. 
Headley Bennett, Ernest Ranglin, Vin Gordon e Leroy Sibbles estavam num line-up fluente para gravar faixas de Jackie Mittoo no Studio One de 1966 até 1968. Durante a noite no Studio One de 1965 até 1968, os cantores Bob Marley, Burning Spear, Heptones, Ken Boothe, Rita Marley, Marcia Griffiths, Judy Mowatt, Ethiopians, Alton Ellis, Delroy Wilson, Bunny Wailer, Johnny Nash, entre outros, estavam pondo os fones de ouvidos para cantar as letras em faixas inéditas gravadas pelos Soul Brothers (t.c.c Soul Vendors t.c.c Sound Dimension) todo dia de 1965 até 1968. Essas gravações de referência: "Real Rock", "Heavy Rock", "Jamaica Underground", "Ten to Ten", "Fattie Fattie", "Puppet on A String", "Drum Song", "Bend Down Low", "Artibella", "Train is Coming", "I'm Still In Love With You", "Dancing Mood", "Creation Rebel"(album, Burning Spear), "Swing Easy", e muitas outras para lembrar, agora exibido na Universal, Sony, Virgin, Island e outros incontáveis selos de reggae, rap, rock, dancehall que estão copiando e mixando os riddims Rock Steady de Soul Vendor sem dar os créditos aos caras que realizaram maiores faixas de cartaz de 1960 até os dias atuais. Jackie Mittoo, Joe Isaacs, e Brian Atkinson deixaram o Studio One em 1968, gravaram o baixo e bateria para os maiores sucessos de Desmond Dekker e Toots em outros estúdios de Kingston, e se mudou para o Canadá. Hux Brown ficou na Jamaica para gravar a trilha sonora 'The Harder They Come, The Harder They Fall', e fez uma tour na Nigeria com Toots & the Maytals e Fela Kuti. Os Soul Brothers (t.c.c Sound Dimension, t.c.c Soul Vendors) formavam a base da música reggae no fim dos anos de 1960. Tendo muitas versões de suas músicas ao longo do tempo durante décadas por músicos como Shaggy, Sean Paul, Snoop Lion, The Clash, String Cheese Incident, UB40, Sublime, e vários outros inéditos de cartaz e releituras tentando seguir o som original Rock Steady do grupo no Studio One de Coxsone. O estúdio e a gravadora foram fechados quando Dodd se mudou para Nova Iorque nos anos de 1980.

## Artistas do Studio One
O Studio One gravou e lançou música (e tinha uma grande mão na definição das carreiras) de artistas, incluindo:
| - The Skatalites - The Ethiopians - Bob Marley and the Wailers - Lee "Scratch" Perry - Burning Spear - Toots & the Maytals - John Holt | - Horace Andy - Ken Boothe - Freddie McGregor - Dennis Brown - Jackie Mittoo - Gladiators - Michigan & Smiley | - Wailing Souls - Dillinger - Delroy Wilson - Heptones - Johnny Osbourne - Marcia Griffiths (of the I-Threes) - Sugar Minott | - The Abyssinians - Culture - Soul Vendors - Lone Ranger - Carlton and The Shoes - Alton Ellis - Willi Williams |

O conhecido rival Prince Buster , começou sua carreira trabalhando para o sistema de som de Dodd. Além disso, o produtor Harry J gravou muitos de seus melhores e mais conhecidos lançamentos no Studio One. 

## Comentários
Uma análise on-line do "Respect Studio One" (33 faixas) lançado pela HeartBeat inclui "Stax-Volt" na comparação com o R&B americano e descreve o fundador do Studio Sone, Clement "Coxsone" Dodd como o Phil Spector do reggae, o seu Berry Gordy, e seu Dick Clark tudo em um só." Os encartes de albúm escritos por Chris Wilson explicam, "É importante entender por que Studio One é tão venerado. O ingrediente comum óbvio em todas as músicas clássicas que Studio One lançou nos últimos trinta e cinco anos é Clement Dodd. Desde seus primeiros dias como um produtor, ele entende a complexidade de fazer um sucesso. Mr. Dodd valoriza um bom canto, boa composição, bom linhas de metal e linhas de baixo pesadas...Quando a banda hesitava em gravar um novo artista com um estilo pouco ortodoxo, Mr. Dodd dizia a eles para colaborar com ele e tentar".
- Este artigo foi inicialmente traduzido, total ou parcialmente, do artigo da Wikipédia em inglês cujo título é «Studio One (record label)».